# M-130
La M-130 es una carretera de la Red Local de la Comunidad de Madrid. Con una longitud de 36,57 km, une los municipios de Robledillo de la Jara y Prádena del Rincón.

## Trayecto
Esta vía une entre sí los municipios de Robledillo de la Jara, Berzosa del Lozoya, Puebla de la Sierra y Prádena del Rincón.

## Tráfico
Las cifras de intensidad media diaria (vehículos diarios) que se han registrado en 2023 se detallan en la tabla adjunta:
| KM     | Intensidad media diaria | % Vehículos pesados | Ubicación del P.K. de medición                    |
| ------ | ----------------------- | ------------------- | ------------------------------------------------- |
| 0,280  | 130                     | 10,77               | Entre Robledillo de la Jara y Puerto de la Puebla |
| 34,630 | 357                     | 2,80                | Entre Puerto de la Puebla y Prádena del Rincón    |